# Svälten
Svälten: hungeråren som formade Sverige är en fackbok av Magnus Västerbro utgiven 2018.
Boken handlar om missväxtåren 1867–1869, då Sverige på 1860-talet var ett av Europas fattigaste länder. Den dåliga skörden ledde till nödlidande och svält och hungersnöden var en av orsakerna till att många människor valde att emigrera till Nordamerika under denna tidsperiod.
Västerbro tilldelades Augustpriset 2018 i den facklitterära kategorin för boken.

## Utgåva
- 2018 – Västerbro, Magnus. Svälten: hungeråren som formade Sverige. Stockholm: Albert Bonniers Förlag. Libris 22413698. ISBN 9789100169701